# Пјано ди Валеријано-Ботања (Ла Специја)
Пјано ди Валеријано-Ботања је насеље у Италији у округу Ла Специја, региону Лигурија.
Према процени из 2011. у насељу је живело 916 становника. Насеље се налази на надморској висини од 33 м.